# Izumi Tateno
Izumi Tateno (japanska: 舘野 泉?, Tateno Izumi), född 10 november 1936 i Tokyo, är en japansk pianist. 
Tateno avlade 1960 examen vid konsthögskolan i Tokyo, och bosatte sig 1964 i Finland. År 1968 blev han lektor vid Sibelius-Akademin och utnämndes 1976 till gästprofessor vid konsthögskolan i Nagoya. Han har, förutom i Finland och de övriga nordiska länderna gett konserter bland annat i Japan, Sovjetunionen och USA. Hans pianotolkningar finns även på skiva.